# ブロカールの問題
ブロカールの問題 (ブロカールのもんだい、英: Brocard's problem) とは、
{\displaystyle n!+1=m^{2}}
を満たす整数の組 (n, m) がいくつ存在するか、という数学の問題である。ただし、 n! は階乗を表す。アンリ・ブロカールが1876年・1885年に自身の論文で提示した。1913年にはシュリニヴァーサ・ラマヌジャンが同じ問題を独立に提示している。

## ブラウン数
上式を満たす (n, m) の組はブラウン数 (英: Brown numbers) と呼ばれる。ブラウン数の組は
(4,5), (5,11), (7,71)（小さい方の数はオンライン整数列大辞典の数列 A146968、大きい方の数はオンライン整数列大辞典の数列 A216071を参照）
の3つしか知られていない。ポール・エルデシュは、これ以外の解は存在しないと予想した。Overholt (1993) は、ABC予想が真だとすれば解の個数が有限であることを示した。Berndt & Galway (2000) は109までの n について計算を行い、その範囲で他の解がないことを確かめた。

## 一般化
Dabrowski (1996)はOverholtの結果を一般化し、ABC予想が正しければ、任意の自然数 A に対し
{\displaystyle n!+A=k^{2}}
を満たす解は有限組しか存在しないこと、A が平方数でないときはABC予想によらず解は有限個しか存在しないこと（実際 A が p を法として平方剰余ではないような最小の素数 p をとると {\displaystyle k^{2}-A} は p で決して割り切れないので n < p でなければならない）を示した。
指数が2より大きい場合、および {\displaystyle x^{2}+y^{2}=n!} の形の方程式については Erdős & Obláth (1937) が既に
{\displaystyle x^{m}+y^{m}=n!(\gcd(x,y)=1,m\geq 2)}
は 1+1=2! 以外の解を持たないこと、および
{\displaystyle x^{m}-y^{m}=n!(x>y,\gcd(x,y)=1,m\geq 3)}
は m が 4 以外のときには解を持たず m =4 の場合にも有限個の解しか持たないことを示している。また
{\displaystyle m!\pm n!=x^{k}(m>n>0,k\geq 2)}
の解は有限個であることも示している。その後Pollack & Shapiro (1973) が
{\displaystyle x^{4}-1=n!}
は解を持たないことを示している。